# Lithobius rarihirsutipes
Lithobius rarihirsutipes är en mångfotingart som beskrevs av Chongzhou 1996. Lithobius rarihirsutipes ingår i släktet Lithobius och familjen stenkrypare. Inga underarter finns listade i Catalogue of Life.